# Sutee Suksomkit
Sutee Suksomkit (Thai: สุธี สุขสมกิจ, * 5. Juni 1978) ist ein thailändischer Fußballtrainer und ehemaliger Fußballspieler.

## Vereinskarriere

### Spieler

#### Verein
Seine Karriere begann Sutee in der Jugendmannschaft des FC Bangkok Christian College, bevor 1995 zum FC Thai Farmers Bank wechselte. Der Verein hatte gerade zum zweiten Male die AFC Champions League gewonnen und seine Erfolgreichste Zeit hinter sich gebracht. Für Sutee war der Verein dennoch ein Sprungbrett in seiner Karriere. Mit Charnwit Polcheewin hatte er auch einen Trainer, der ihn förderte. Später war Charnwit auch sein Trainer bei den Jugendnationalmannschaften und der Thailändischen Fußballnationalmannschaft. Mit jeweils 13 und 16 Treffern, wurde Sutee 1999 und 2000 Torschützenkönig der Thai Premier League.
Nachdem der Verein 2001 vom Spielbetrieb abgemeldet wurde, wechselte Sutee nach Singapure in die S-League. Dort unterschrieb er einen Vertrag bei Tanjong Pagar United. Persönlich hatte er sehr viele Einsätze für den Verein und war auch mit Toren erfolgreich. Er konnte jedoch mit dem Verein keinen Titel erringen. 2003 wechselte er innerhalb der Liga zu Home United. Gleich in seiner ersten Saison wurde er mit dem Klub Meister der S-League. Im Folgejahr hatte er auch seinen Anteil daran, dass es der Verein bis ins Halbfinale des AFC Cup schaffte. Er spielte insgesamt drei Jahre für den Klub, bevor er bei den Tampines Rovers eine neue Herausforderung annahm. 2004 hatte Sutee Suksomkit ein Angebot von Busan I'Park in die K-League zu wechseln. Doch der Transfer kam in letzter Minute nicht zustande. Im September 2009 wurde bekannt, dass Sutee einen Vertrag über die Dauer von 3 Monaten bei Melbourne Victory unterschrieben hat. Für Tampine Rovers absolvierte er insgesamt 110 Spiele und konnte dabei 30 Tore erzielen.
Sein Debüt für Melbourne gab er am 24. Oktober 2009 und bereitete das 1:0 vor. Bis Ende Dezember 2009 absolvierte er alle 9 möglichen Spiele für Melbourne, wenn auch zumeist als Einwechselspieler.
Anschließend ging er zurück nach Thailand, wo er einen Vertrag beim Erstligisten FC Bangkok Glass unterschrieb. Hier stand er bis Juni 2012 unter Vertrag. Am 1. Juli 2012 unterschrieb er einen Vertrag beim Zweitligisten Suphanburi FC. Mit dem Verein aus Suphanburi wurde er am Ende der Saison Vizemeister und stieg in die erste Liga auf. Bei Suphanburi spielte er bis Ende 2014. Im Januar 2015 verpflichtete ihn der Erstligist Thailand Tobacco Monopoly FC. Für TTM spielte er die Hinrunde. Die Rückrunde stand er für den Zweitligisten Krabi FC auf dem Spielfeld. Am 1. Dezember 2012 beendete er seine Karriere als Fußballspieler.

#### Nationalelf
In der U-16 begann 1996 seine Nationalmannschaftskarriere. Er erreichte mit der Mannschaft das Finale der U-16-Asienmeisterschaft 1996 und nahm mit ihr ein Jahr später an der U-17-Weltmeisterschaft teil. Thailand schied nach der Gruppenrunde aus, Sutee konnte im Verlaufe des Turniers 2 Tore erzielen. Nach der U-16 durchlief er auch die Altersklassen U-19 und U-23. Anders als viele Spieler Thailands in seiner Altersklasse nahm er nie an den Südostasienspielen teil. 1999 war Teil des U-23 Kaders welcher sich für die Olympischen Spiele 2000 in Sydney zu qualifizieren suchte. 2000 wurde er erstmals in den Kader der Herrennationalmannschaft berufen und ist seitdem ein fester Bestandteil des Kaders. Seit seiner ersten Berufung nahm er an allen großen Asiatischen Turnieren teil. Bei der Fußball-Asienmeisterschaft 2004 gelang Sutee das einzige Tor Thailands im Verlauf des Turniers. 2006, im Alter von 28 Jahren, stand Sutee nochmals im Kader einer U-23 Nationalmannschaft. Er nahm mit ihr an den Asienspielen 2006 teil. Gegen den Katar schied man dann im Viertelfinale aus.
Im Juli 2009 bestritt die Nationalmannschaft ein Freundschaftsspiel gegen den Liverpool FC. Dabei sorgte Sutee mit seinem Tor zum 1:1 für den Endstand.

### Trainer

#### Verein
Sutee Suksomkit begann seine Trainerkarriere am 1. Juni 2016 beim Zweitligisten Bangkok FC in Bangkok. Hier stand er bis Saisonende an der Seitenlinie. Im März 2017 unterschrieb er einen Vertrag als Co-Trainer beim Zweitligisten Lampang FC. Bei dem Verein aus Lampang wurde er am 7. Juli 2017 Cheftrainer. Das Amt hatte er bis Saisonende inne. Im November 2017 wechselte er nach Chiangrai zum Erstligisten Chiangrai United, wo er das Amt des Co-Trainers bis Mitte Juni 2022 übernahm. Am 15. Juni 2022 wechselte er nach Prachuap, wo er das Co-Traineramt beim Erstligisten PT Prachuap FC übernahm. Hier stand er bis November 2022 14-mal an der Seite von Teerasak Po-on. Im Januar 2023 ging er in die dritte Liga, wo er als Cheftrainer vom Bankhai United FC an der Seitenlinie steht. Der Verein aus Ban Khai spielt in der Eastern Region der Liga.

## Erfolge

### Spieler

#### Verein
Thai Farmers Bank
- Thailändischer Meister: 1995
- Queen’s Cup-Sieger: 1996

Home United
- Singapurischer Meister: 2003
- Singapurischer Vizemeister: 2004, 2007
- Singapore Cup: 2003, 2005
- AFC Cup: Halbfinale 2004

Bangkok Glass
- Singapore Cup: 2010

Suphanburi FC
- Thailändischer Zweitligavizemeister: 2012  ▲

#### Nationalmannschaft
- Teilnahme an der Endrunde zur Fußball-Asienmeisterschaft 2000, 2004, 2007
- ASEAN-Fußballmeisterschaft Gewinner 2000, 2002, Finalist 2007, 2008
- Finalist bei den U-16-Fußball-Asienmeisterschaften 1996
- Teilnahme an der Endrunde zur U-17-Fußball-Weltmeisterschaft 1997
- Teilnahme an der Endrunde zu den Asienspielen 2006 (U-23)

## Auszeichnungen
Thai Premier League
- Torschützenkönig: 1999, 2000